# Echipa națională de fotbal a Austriei
Echipa națională de fotbal a Austriei reprezintă Austria în competițiile regionale și internaționale și este administrată de Federația Austriacă de Fotbal. Cea mai mare performanță a avut-o la Campionatul Mondial din 1954, unde s-a clasat pe locul al treilea. La Campionatul European de Fotbal, a trecut de două ori de faza grupelor, la edițiile din 2020 și 2024, când s-a oprit de fiecare dată în optimile de finală.

## Performanțe la Campionatul Mondial
| Țară(i) gazdă / An | Rundă            | Poziția          | MJ               | C                | E*               | P                | GM               | GP               |
| ------------------ | ---------------- | ---------------- | ---------------- | ---------------- | ---------------- | ---------------- | ---------------- | ---------------- |
| 1930               | Nu a participat  | Nu a participat  | Nu a participat  | Nu a participat  | Nu a participat  | Nu a participat  | Nu a participat  | Nu a participat  |
| 1934               | Finala Mică      | 4                | 4                | 2                | 0                | 2                | 7                | 7                |
| 1938 - 1950        | Nu s-a calificat | Nu s-a calificat | Nu s-a calificat | Nu s-a calificat | Nu s-a calificat | Nu s-a calificat | Nu s-a calificat | Nu s-a calificat |
| 1954               | Finala Mică      | 3                | 5                | 4                | 0                | 1                | 17               | 12               |
| 1958               | Prima fază       | 15               | 3                | 0                | 1                | 2                | 2                | 7                |
| 1962 - 1974        | Nu s-a calificat | Nu s-a calificat | Nu s-a calificat | Nu s-a calificat | Nu s-a calificat | Nu s-a calificat | Nu s-a calificat | Nu s-a calificat |
| 1978               | A doua fază      | 7                | 6                | 3                | 0                | 3                | 7                | 10               |
| 1982               | A doua fază      | 8                | 5                | 2                | 1                | 2                | 5                | 4                |
| 1986               | Nu s-a calificat | Nu s-a calificat | Nu s-a calificat | Nu s-a calificat | Nu s-a calificat | Nu s-a calificat | Nu s-a calificat | Nu s-a calificat |
| 1990               | Faza Grupelor    | 18               | 3                | 1                | 0                | 2                | 2                | 3                |
| 1994               | Nu s-a calificat | Nu s-a calificat | Nu s-a calificat | Nu s-a calificat | Nu s-a calificat | Nu s-a calificat | Nu s-a calificat | Nu s-a calificat |
| 1998               | Faza Grupelor    | 23               | 3                | 0                | 2                | 1                | 3                | 4                |
| 2002 - 2022        | Nu s-a calificat | Nu s-a calificat | Nu s-a calificat | Nu s-a calificat | Nu s-a calificat | Nu s-a calificat | Nu s-a calificat | Nu s-a calificat |
| Total              | 7/22             |                  | 29               | 12               | 4                | 13               | 43               | 47               |

## Performanțe la Campionatul European
| 1960 - 2004 | Nu s-a calificat | Nu s-a calificat | Nu s-a calificat | Nu s-a calificat | Nu s-a calificat | Nu s-a calificat | Nu s-a calificat | Nu s-a calificat | Nu s-a calificat | Nu s-a calificat |
| 2008        | Faza Grupelor    | 13               | 3                | 0                | 1                | 2                | 1                | 3                |                  |                  |
| 2012        | Nu s-a calificat | Nu s-a calificat | Nu s-a calificat | Nu s-a calificat | Nu s-a calificat | Nu s-a calificat | Nu s-a calificat | Nu s-a calificat | Nu s-a calificat | Nu s-a calificat |
| 2016        | Faza Grupelor    | 22               | 3                | 0                | 1                | 2                | 1                | 4                |                  |                  |
| 2020        | Optimi           | 12               | 4                | 2                | 0                | 2                | 5                | 5                |                  |                  |
| 2024        | Optimi           | 9                | 4                | 2                | 0                | 2                | 7                | 6                |                  |                  |
| Total       | 4/17             |                  | 14               | 4                | 2                | 8                | 14               | 18               |                  |                  |

## Turnee
| Faza | Naționala | Scor | Adversar | Final |
| ---- | --------- | ---- | -------- | ----- |

| Grupe  | Austria | 0 - 1 | Franța        | Înfrângere |
| Grupe  | Austria | 3 - 1 | Polonia       | Victorie   |
| Grupe  | Austria | 3 - 2 | Țările de Jos | Victorie   |
| Optimi | Austria | 1 - 2 | Turcia        | Înfrângere |

| Grupe  | Austria | 3 - 1 | Macedonia de Nord | Victorie   |
| Grupe  | Austria | 0 - 2 | Țările de Jos     | Înfrângere |
| Grupe  | Austria | 1 - 0 | Ucraina           | Victorie   |
| Optimi | Austria | 1 - 2 | Italia            | Înfrângere |

| Grupe | Austria | 0 - 2 | Ungaria    | Înfrângere |
| Grupe | Austria | 0 - 0 | Portugalia | Remiză     |
| Grupe | Austria | 1 - 2 | Islanda    | Înfrângere |

| Grupe | Austria | 0 - 1 | Croația  | Înfrângere |
| Grupe | Austria | 1 - 1 | Polonia  | Remiză     |
| Grupe | Austria | 0 - 1 | Germania | Înfrângere |

| Faza | Naționala | Scor | Adversar | Final |
| ---- | --------- | ---- | -------- | ----- |

| Grupe  | Austria | 0 - 1 | Franța        | Înfrângere |
| Grupe  | Austria | 3 - 1 | Polonia       | Victorie   |
| Grupe  | Austria | 3 - 2 | Țările de Jos | Victorie   |
| Optimi | Austria | 1 - 2 | Turcia        | Înfrângere |

| Grupe  | Austria | 3 - 1 | Macedonia de Nord | Victorie   |
| Grupe  | Austria | 0 - 2 | Țările de Jos     | Înfrângere |
| Grupe  | Austria | 1 - 0 | Ucraina           | Victorie   |
| Optimi | Austria | 1 - 2 | Italia            | Înfrângere |

| Grupe | Austria | 0 - 2 | Ungaria    | Înfrângere |
| Grupe | Austria | 0 - 0 | Portugalia | Remiză     |
| Grupe | Austria | 1 - 2 | Islanda    | Înfrângere |

| Grupe | Austria | 0 - 1 | Croația  | Înfrângere |
| Grupe | Austria | 1 - 1 | Polonia  | Remiză     |
| Grupe | Austria | 0 - 1 | Germania | Înfrângere |

| Faza | Naționala | Scor | Adversar | Final |
| ---- | --------- | ---- | -------- | ----- |

| Grupelor | Austria | 1 - 1 | Camerun | Remiză     |
| Grupelor | Austria | 1 - 1 | Chile   | Remiză     |
| Grupelor | Austria | 1 - 2 | Italia  | Înfrângere |

| Grupelor | Austria | 0 - 1 | Italia        | Înfrângere |
| Grupelor | Austria | 0 - 1 | Cehoslovacia  | Înfrângere |
| Grupelor | Austria | 2 - 1 | Statele Unite | Victorie   |

| Runda 1 | Austria | 1 - 0 | Chile            | Victorie   |
| Runda 1 | Austria | 2 - 0 | Algeria          | Victorie   |
| Runda 1 | Austria | 0 - 1 | Germania de Vest | Înfrângere |
| Runda 2 | Austria | 0 - 1 | Franța           | Înfrângere |
| Runda 2 | Austria | 2 - 2 | Irlanda de Nord  | Remiză     |

| Runda 1 | Austria | 2 - 1 | Spania           | Victorie   |
| Runda 1 | Austria | 1 - 0 | Suedia           | Victorie   |
| Runda 1 | Austria | 0 - 1 | Brazilia         | Înfrângere |
| Runda 2 | Austria | 1 - 5 | Țările de Jos    | Înfrângere |
| Runda 2 | Austria | 0 - 1 | Italia           | Înfrângere |
| Runda 2 | Austria | 3 - 2 | Germania de Vest | Victorie   |

| Grupelor | Austria | 0 - 3 | Brazilia          | Înfrângere |
| Grupelor | Austria | 0 - 2 | Uniunea Sovietică | Înfrângere |
| Grupelor | Austria | 2 - 2 | Anglia            | Remiză     |

| Grupelor    | Austria | 1 - 0 | Scoția           | Victorie   |
| Grupelor    | Austria | 5 - 0 | Cehoslovacia     | Victorie   |
| Sferturi    | Austria | 7 - 5 | Elveția          | Victorie   |
| Semifinale  | Austria | 1 - 6 | Germania de Vest | Înfrângere |
| Finala Mică | Austria | 3 - 1 | Uruguay          | Victorie   |

| Optimi      | Austria | 3 - 2 | Franța   | Victorie   |
| Sferturi    | Austria | 2 - 1 | Ungaria  | Victorie   |
| Semifinale  | Austria | 0 - 1 | Italia   | Înfrângere |
| Finala Mică | Austria | 2 - 3 | Germania | Înfrângere |

| Faza | Naționala | Scor | Adversar | Final |
| ---- | --------- | ---- | -------- | ----- |

| Grupelor | Austria | 1 - 1 | Camerun | Remiză     |
| Grupelor | Austria | 1 - 1 | Chile   | Remiză     |
| Grupelor | Austria | 1 - 2 | Italia  | Înfrângere |

| Grupelor | Austria | 0 - 1 | Italia        | Înfrângere |
| Grupelor | Austria | 0 - 1 | Cehoslovacia  | Înfrângere |
| Grupelor | Austria | 2 - 1 | Statele Unite | Victorie   |

| Runda 1 | Austria | 1 - 0 | Chile            | Victorie   |
| Runda 1 | Austria | 2 - 0 | Algeria          | Victorie   |
| Runda 1 | Austria | 0 - 1 | Germania de Vest | Înfrângere |
| Runda 2 | Austria | 0 - 1 | Franța           | Înfrângere |
| Runda 2 | Austria | 2 - 2 | Irlanda de Nord  | Remiză     |

| Runda 1 | Austria | 2 - 1 | Spania           | Victorie   |
| Runda 1 | Austria | 1 - 0 | Suedia           | Victorie   |
| Runda 1 | Austria | 0 - 1 | Brazilia         | Înfrângere |
| Runda 2 | Austria | 1 - 5 | Țările de Jos    | Înfrângere |
| Runda 2 | Austria | 0 - 1 | Italia           | Înfrângere |
| Runda 2 | Austria | 3 - 2 | Germania de Vest | Victorie   |

| Grupelor | Austria | 0 - 3 | Brazilia          | Înfrângere |
| Grupelor | Austria | 0 - 2 | Uniunea Sovietică | Înfrângere |
| Grupelor | Austria | 2 - 2 | Anglia            | Remiză     |

| Grupelor    | Austria | 1 - 0 | Scoția           | Victorie   |
| Grupelor    | Austria | 5 - 0 | Cehoslovacia     | Victorie   |
| Sferturi    | Austria | 7 - 5 | Elveția          | Victorie   |
| Semifinale  | Austria | 1 - 6 | Germania de Vest | Înfrângere |
| Finala Mică | Austria | 3 - 1 | Uruguay          | Victorie   |

| Optimi      | Austria | 3 - 2 | Franța   | Victorie   |
| Sferturi    | Austria | 2 - 1 | Ungaria  | Victorie   |
| Semifinale  | Austria | 0 - 1 | Italia   | Înfrângere |
| Finala Mică | Austria | 2 - 3 | Germania | Înfrângere |

## Meciuri - întâlniri directe
| Naționala | Meciuri | Victorie | Remiză | Înfrângere        | Adversari |
| --------- | ------- | -------- | ------ | ----------------- | --------- |
| Austria   |         |          |        |                   |           |
| 1         | 0       | 0        | 1      | Croația           |           |
| 1         | 0       | 0        | 1      | Germania          |           |
| 1         | 0       | 0        | 1      | Islanda           |           |
| 1         | 0       | 0        | 1      | Italia            |           |
| 1         | 1       | 0        | 0      | Macedonia de Nord |           |
| 1         | 0       | 1        | 0      | Polonia           |           |
| 1         | 0       | 1        | 0      | Portugalia        |           |
| 2         | 1       | 0        | 1      | Țările de Jos     |           |
| 1         | 1       | 0        | 0      | Ucraina           |           |
| 1         | 0       | 0        | 1      | Ungaria           |           |
| 1         | 0       | 0        | 1      | Franța            |           |
| 1         | 1       | 0        | 0      | Polonia           |           |
| 1         | 0       | 0        | 1      | Turcia            |           |
| Total     | 14      | 4        | 2      | 8                 | 13 echipe |

| Naționala | Meciuri | Victorie | Remiză | Înfrângere      | Adversari |
| --------- | ------- | -------- | ------ | --------------- | --------- |
| Austria   |         |          |        |                 |           |
| 4         | 1       | 0        | 3      | Germania        |           |
| 4         | 0       | 0        | 4      | Italia          |           |
| 2         | 0       | 0        | 2      | Brazilia        |           |
| 2         | 1       | 1        | 0      | Chile           |           |
| 2         | 1       | 0        | 1      | Cehia           |           |
| 2         | 1       | 0        | 1      | Franța          |           |
| 1         | 1       | 0        | 0      | Algeria         |           |
| 1         | 0       | 1        | 0      | Anglia          |           |
| 1         | 0       | 1        | 0      | Camerun         |           |
| 1         | 1       | 0        | 0      | Elveția         |           |
| 1         | 0       | 1        | 0      | Irlanda de Nord |           |
| 1         | 0       | 0        | 1      | Rusia           |           |
| 1         | 1       | 0        | 0      | Scoția          |           |
| 1         | 1       | 0        | 0      | Spania          |           |
| 1         | 1       | 0        | 0      | Statele Unite   |           |
| 1         | 1       | 0        | 0      | Suedia          |           |
| 1         | 0       | 0        | 1      | Țările de Jos   |           |
| 1         | 1       | 0        | 0      | Ungaria         |           |
| 1         | 1       | 0        | 0      | Uruguay         |           |
| Total     | 29      | 12       | 4      | 13              | 19 echipe |

## Faza grupelor
- Locurile pe care Naționala Austriei le-a ocupat în faza grupelor la turneele finale.

| Locul | Locul | Locul | Locul 4 |
| ----- | ----- | ----- | ------- |
| 2024  | 2020  | 2008  | 2016    |

| Locul | Locul  | Locul      | Locul 4     |
| ----- | ------ | ---------- | ----------- |
| 1978* | 1982** | 1990, 1998 | 1958, 1978* |

## Lotul actual
Următorii 26 de jucători au fost incluși în lotul echipei pentru a disputa Campionatul European de Fotbal 2024.

Selecțiile și golurile sunt actualizate la 8 iunie 2024.
| Nr. | Poz. | Jucător                   | Data nașterii (vârsta)         | Selecții | Goluri | Club                     |
| --- | ---- | ------------------------- | ------------------------------ | -------- | ------ | ------------------------ |
| 1   | P    | Heinz Lindner             | 17 iulie 1990 (35 de ani)      | 37       | 0      | Union Saint-Gilloise     |
| 12  | P    | Niklas Hedl               | 17 martie 2001 (24 de ani)     | 1        | 0      | Rapid Wien               |
| 13  | P    | Patrick Pentz             | 2 ianuarie 1997 (28 de ani)    | 6        | 0      | Brøndby                  |
|     |      |                           |                                |          |        |                          |
| 2   | F    | Maximilian Wöber          | 4 februarie 1998 (27 de ani)   | 25       | 0      | Borussia Mönchengladbach |
| 3   | F    | Gernot Trauner            | 25 martie 1992 (33 de ani)     | 11       | 1      | Feyenoord                |
| 4   | F    | Kevin Danso               | 19 septembrie 1998 (26 de ani) | 20       | 0      | Lens                     |
| 5   | F    | Stefan Posch              | 14 mai 1997 (28 de ani)        | 32       | 1      | Bologna                  |
| 14  | F    | Leopold Querfeld          | 20 decembrie 2003 (21 de ani)  | 2        | 0      | Rapid Wien               |
| 15  | F    | Philipp Lienhart          | 11 iulie 1996 (29 de ani)      | 21       | 1      | SC Freiburg              |
| 16  | F    | Phillipp Mwene            | 29 ianuarie 1994 (31 de ani)   | 12       | 0      | Mainz 05                 |
| 21  | F    | Flavius Daniliuc          | 27 aprilie 2001 (24 de ani)    | 3        | 0      | Red Bull Salzburg        |
|     |      |                           |                                |          |        |                          |
| 6   | M    | Nicolas Seiwald           | 4 mai 2001 (24 de ani)         | 24       | 0      | RB Leipzig               |
| 8   | M    | Alexander Prass           | 26 mai 2001 (24 de ani)        | 5        | 0      | Sturm Graz               |
| 9   | M    | Marcel Sabitzer (căpitan) | 17 martie 1994 (31 de ani)     | 78       | 17     | Borussia Dortmund        |
| 10  | M    | Florian Grillitsch        | 7 august 1995 (30 de ani)      | 43       | 1      | TSG Hoffenheim           |
| 17  | M    | Florian Kainz             | 24 octombrie 1992 (32 de ani)  | 28       | 1      | 1. FC Köln               |
| 18  | M    | Romano Schmid             | 27 ianuarie 2000 (25 de ani)   | 11       | 0      | Werder Bremen            |
| 19  | M    | Christoph Baumgartner     | 1 august 1999 (26 de ani)      | 38       | 15     | RB Leipzig               |
| 20  | M    | Konrad Laimer             | 27 mai 1997 (28 de ani)        | 36       | 4      | Bayern Munich            |
| 22  | M    | Matthias Seidl            | 24 ianuarie 2001 (24 de ani)   | 4        | 0      | Rapid Wien               |
|     |      |                           |                                |          |        |                          |
| 7   | A    | Marko Arnautović          | 19 aprilie 1989 (36 de ani)    | 112      | 36     | Internazionale           |
| 11  | A    | Michael Gregoritsch       | 18 aprilie 1994 (31 de ani)    | 55       | 15     | SC Freiburg              |
| 23  | A    | Patrick Wimmer            | 30 mai 2001 (24 de ani)        | 12       | 1      | VfL Wolfsburg            |
| 24  | A    | Andreas Weimann           | 5 august 1991 (34 de ani)      | 24       | 2      | West Bromwich Albion     |
| 25  | A    | Maximilian Entrup         | 15 septembrie 1997 (27 de ani) | 3        | 1      | TSV Hartberg             |
| 26  | A    | Marco Grüll               | 6 iulie 1998 (27 de ani)       | 5        | 0      | Rapid Wien               |

## Statistici
La 5 martie 2024.
* Jucătorii scriși îngroșat sunt încă activi în fotbal.

### Cei mai selecționați

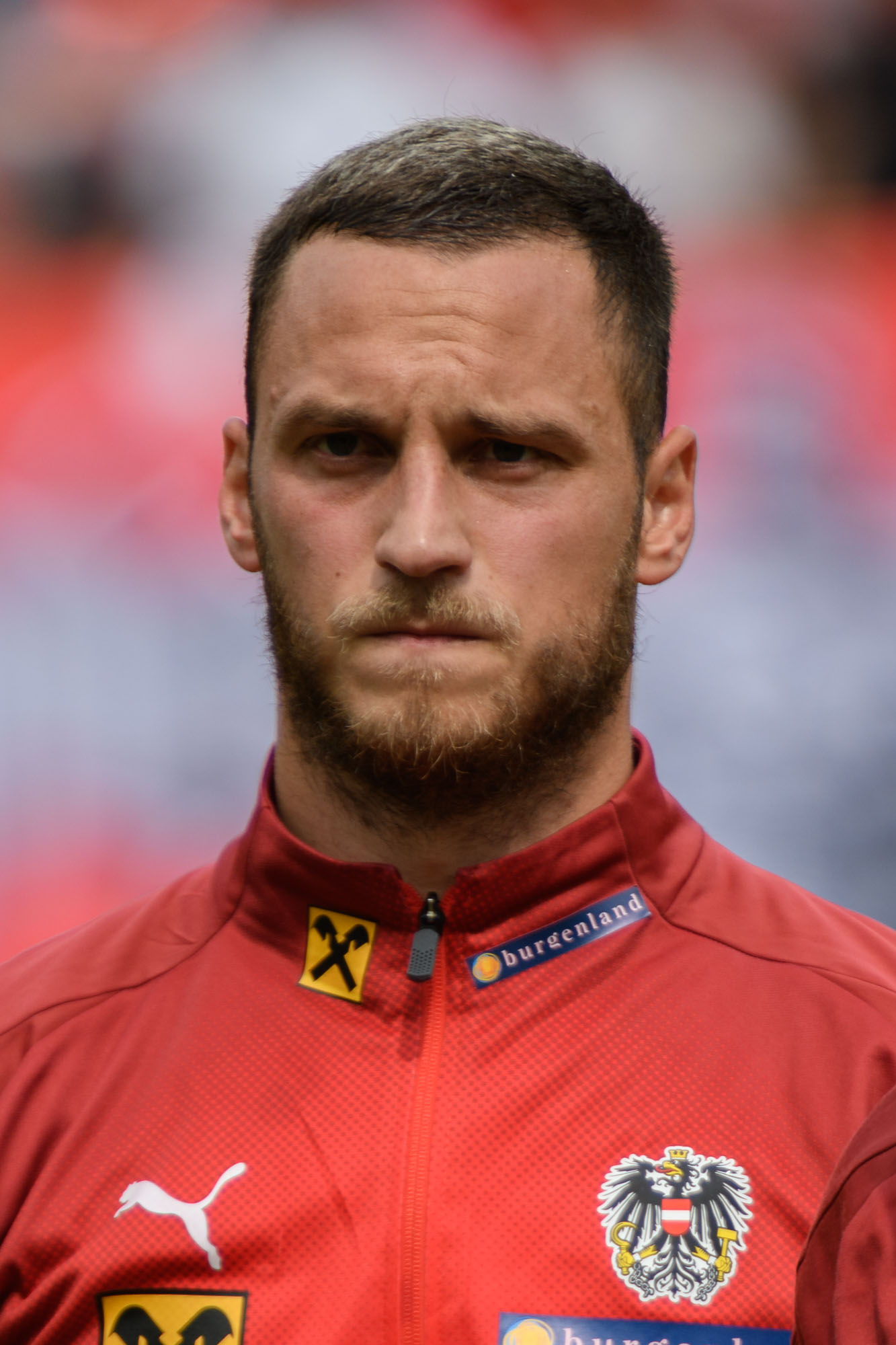
Marko Arnautović este cel mai selecționat jucător din istoria Austriei, cu 111 meciuri.

| # | Nume                  | Perioadă  | Selecții | Goluri |
| - | --------------------- | --------- | -------- | ------ |
| 1 | Marko Arnautović      | 2009–     | 111      | 36     |
| 2 | David Alaba           | 2009–     | 105      | 15     |
| 3 | Andreas Herzog        | 1988–2003 | 103      | 26     |
| 4 | Aleksandar Dragović   | 2009–2022 | 100      | 2      |
| 5 | Anton Polster         | 1982–2000 | 95       | 44     |
| 6 | Gerhard Hanappi       | 1948–1964 | 93       | 12     |
| 7 | Karl Koller           | 1952–1965 | 86       | 5      |
| 8 | Friedrich Koncilia    | 1970–1985 | 84       | 0      |
| 8 | Bruno Pezzey          | 1975–1990 | 84       | 9      |
| 8 | Julian Baumgartlinger | 2009–2021 | 84       | 1      |

### Cei mai buni marcatori

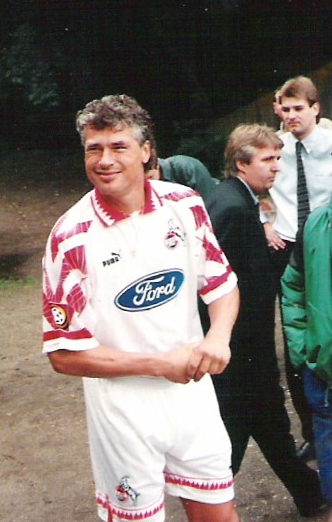
Anton „Toni” Polster este cel mai bun marcator din istoria Austriei, cu 44 de goluri.

| #  | Nume              | Perioadă  | Goluri | Selecții | Media |
| -- | ----------------- | --------- | ------ | -------- | ----- |
| 1  | Anton Polster     | 1982–2000 | 44     | 95       | 0.46  |
| 2  | Marko Arnautović  | 2009–     | 36     | 111      | 0.32  |
| 3  | Johann Krankl     | 1973–1985 | 34     | 69       | 0.49  |
| 4  | Johann Horvath    | 1924–1934 | 29     | 46       | 0.63  |
| 5  | Erich Hof         | 1957–1968 | 28     | 37       | 0.76  |
| 5  | Marc Janko        | 2006–2019 | 28     | 70       | 0.4   |
| 7  | Anton Schall      | 1927–1934 | 27     | 28       | 0.96  |
| 8  | Matthias Sindelar | 1926–1937 | 26     | 43       | 0.6   |
| 8  | Andreas Herzog    | 1988–2003 | 26     | 103      | 0.25  |
| 10 | Karl Zischek      | 1931–1945 | 24     | 40       | 0.6   |

## Echipament
Austria obișnuia să joace în aceleași culori precum echipa națională de fotbal a Germaniei; tricouri albe, pantaloni negri, jambiere negre (germani purtau jambiere albe). Pentru a se deosebi cele două echipe, antrenorul Hans Krankl a trecut în 2004 la vechile echipamente pentru deplasare, care au aceeași schemă de culori precum drapelul Austriei, roșu-alb-roșu. Mai mult, austriecii au folosit echipamente complet negre pentru deplasări, dar începând cu anul 2010, tricoul alb și pantalonii negri sunt folosiți pentru meciurile din deplasare. La meciul de la Campionatul Mondial din 1934, austriecii au împrumutat un set de maiouri albastre de la SSC Napoli, întrucât ambele echipe aveau tricouri albe și pantaloni negri.
|  | 1978 | 1982 | 1990 | 1992 | 1998 |  | 2008 | 2012 |  | 2014 |

Distribuitorul echipei naționale a Austriei este Puma, încă din 1978.